# Heterobostrychus aequalis
Heterobostrychus aequalis es una especie de escarabajo del género Heterobostrychus, familia Bostrichidae. Fue descrita científicamente por Waterhouse en 1884.
Se distribuye por México, Estados Unidos, Australia, China, Tailandia, Bangladés, Ecuador, Países Bajos, Sudáfrica, Singapur, España, Indonesia, 
Nueva Caledonia, Nueva Zelanda, Papúa Nueva Guinea, Malasia, Suecia, India, Nicaragua y Filipinas. La especie se mantiene activa durante todos los meses del año.